# 蔚藍射線
蔚藍射線（英語：Azure Ray）是一美国梦幻流行音乐二人组合，成员有瑪莉雅泰勒和Orenda Fink。

## 音樂作品

### 專輯
- 2001年 《Azure Ray》
- 2002年 《Burn and Shiver》
- 2003年 《Hold on Love》
- 2010年 《Drawing Down the Moon》
- 2021年 《Remedy》

### 單曲
- 2002年 《Sleep EP》
- 2002年 《November》
- 2003年 《The Drinks We Drank Last Night》
- 2004年 《New Resolution》
- 2011年 《Silverlake》

## 外部連結
- Azure Ray 官方網站 （页面存档备份，存于）